# Gina Cabrera
Luisa Georgina Cabrera Parada (La Habana, 28 de mayo de 1928-La Habana, 3 de enero de 2022) más conocida como Gina Cabrera, fue una destacada actriz cubana conocida como Reina del Drama.

## Biografía
Fundadora de la TV en Cuba incursionando en todos los géneros, Comedias, Tragedias, Novelas, Aventuras, Teatro en TV, Programas Infantiles.
Algunos de  los más recordados: Miércoles de amor Palmolive, Soraya una flor en la tormenta, Los mambises, Juana Azurduy, El Caballero Blanco, Sábado 37, El mambisito.
En radio programas tanto infantiles como para adultos. Tanto en Radio Liberación como en Radio Rebelde, Radio Progreso, infinidad de novelas radiales, programas informativos, de crítica como: Crítica de Radio y TV, y muchísimos para niños como Tía tata cuenta-cuentos.
Actriz infantil en CMBY (La Casa de las Medias) en la compañía infantil Arturo Rodríguez del Teatro Martí, en la Comedia y en todos los Colegios.
Estudio en el Colegio Heredia, en Nuestra Señora del Pilar, en el Instituto de La Habana, en la Universidad de La Habana (Filología y Letras Españolas).
Agrupaciones de Teatro:
Teatro ADAD, Patronato del Teatro, Teatralia, The little theatre of Havana.
Colaboró con numerosos creadores dentro del mundo del arte (cine, teatro, TV, nacionales y extranjeros). Como es de suponer ha interpretado casi a todos los autores famosos lo mismo en cualquiera de los géneros en que ha incursionado (Teatro, Radio, TV y Cine,  en este último filmando varias películas en México.
Ha sido maestra de niños y adultos, parte de comisiones de evaluación de actuación y demás actividades afines con la enseñanza del arte. Su última actuación en la TV cubana fue en la popular telenovela Sol de batey (1985). Padeció una enfermedad mental que afectó su carrera artística, y murió en la pobreza.

## Trofeos y premios
Año 49:   F.R.C.T.C  Federación de Redactores Cinematográficos por “La sirena varada” (teatro)
Año 50         ACRYT   Dama joven
Año 50         Revista Carteles   Dama joven
Año 50         Revista Estrellas Continentales  (Trofeo y diploma)
Año 51         U.C.T.R.D  Mejor actriz dramática del año
Año 52         F.R.C.T.C   Trofeo por actuación en películas mexicanas y cubano-mexicanas
Año 52-53    Trofeo Panart-Avance Primera actriz TV
Año 53         ACRYT  primera actriz
Año 54-55    Trofeo Panart   Primera actriz TV
Año 54-55    Patronato del teatro. Talía. Protagonista en Gigi
Año 55         U.C.T.R.D  Primera actriz dramática
Año 55         Prometeo. Selección  ARTYC Primera actriz (Gigi)
Año 55         F.R.C.T.C.  premio de actuación  (Gigi)
Año 55        ACRYT   premio actuación (Gigi)
Año 55        CARTV  Gran premio Avellaneda
Año 55        Jose Martí. Trofeo del programa “Con el codo en la manga”  Primera actriz
Año 56        Medalla CARTV Actuación Dramática.
Año 56        UCTRD  Actriz más destacada en radio y TV año 1956
Año 56       AVANCE   Honor especial (Romeo y Julieta)
Año 56       Trofeo programa José Antonio Alonso
Año 56       Trofeo popular en nombre de Palmolive y GranTeatro de La Habana
Año 56       ACRYT Primera actriz TV
Año 57       Medalla CARTV Actuación Dramática.
Año 57       Trofeo Primer survey popular del FCCTC (La dama de las camelias)
Año 58       AVANCE  Mejor actriz de Radio
Año 59       Gran Premio Tablado (Mariana Pineda)
Año 59       Trofeo Codazos del Preguntón
Año 59   Premio Revista Cine (primera actuación teatral en Mariana Pineda)
Año 60       Premio Revista Cine (primera actriz de radio)
Año            Medalla Casa de la Beneficencia y Maternidad de La Habana.
Múltiples Medallas de Club de Admiradoras de Gina Cabrera.
De 1961 al presente algunos otros son:
Medalla Orden Nacional por 30 años dedicados al arte.
Medalla por la Cultura Nacional del Ministerio de Cultura.
Medalla Raúl Gómez García por el Sindicato Nacional  de Trabajadores de la Cultura.
-	Medalla de Alfabetización por el Consejo de Estado de la República de Cuba.
Medalla del Instituto Cubano de Radio y Televisión por más de 25 años de labor.
Premio con diploma y trofeo por mejor actuación femenina (8.º.Concurso UNEAC)
Trofeo 70 Aniversario Radio Cubana.
-	Premio  Especial de Televisión Caricato 1999
Premio Nacional de TV 2003 (Por la Obra de toda La Vida)
Artista de Mérito año 2004.

## Filmes en los que actuó en Cuba y México
1945: Sed de amor.
1950: Príncipe de contrabando.
1951: La Renegada.
1952: La mentira.
1953: Ambiciosa y Estrella sin luz.
1954: La Rosa Blanca y Cita en La Habana.
1955: Frente al pecado de ayer.